# Туристичка организација града Приједора
| Туристичка организација града Приједора |                                                            |
|                                         |                                                            |
| Оснивач:                                | Град Приједор                                              |
| Основано:                               | 31. март 2006.                                             |
| Седиште:                                | Академика Јована Рашковића 18, · Приједор Република Српска |
| Веб презентација                        | http://www.visitprijedor.com/                              |
| Контакт:                                | +387 52 243 030                                            |

Туристичка организација града Приједора основана је према Одлуци Скупштине Општине Приједор, која је донешена 2005. године. Према пројекту основна делатност Туристичке организације је усмерена на промоцију и подстицање развоја туризма општине.
Туристичка организација Приједор званично је почела са радом 31. марта 2006. године.

## Основна делатност
- израда програма развоја туризма,
- унапређење општих услова за прихват и боравак туриста (подстицање комуналног опремања и одржавања, подстицање изградње спортско-рекреативних и других пратећих садржаја од интереса за развој туризма),
- координација активности носилаца туристичке понуде на обогаћивању и подизању квалитета туристичких садржаја,
- организовање туристичко-информативне делатности,
- промоција и организовање културних, спортских, уметничких и других манифестација које доприносе обогаћивању туристичке понуде града,
- промоција изворних вриједности – традиција, обичаји, етнолошко благо и др.
- посредовање у пружању услуга туристичког водича,
- посредовање у пружању услуга смјештаја,
- сарадња са правним и физичким лицима, која су посредно или непосредно укључена у туристички промет, а ради спровођења политике развоја туризма града.

## Мисија
- промовисање туристичке понуде,
- уочавање нових туристичких ресурса,
- подршка развоју нових капацитета,
- побољшање квалитета туристичке понуде.

## Визија
- кориштењем свих расположивих туристичких ресурса и захваљујући њиховој промоцији општина Приједор ће постати привлачна туристичка дестинација за становнике других општина, регија и држава и мјесто где ће домаће становништво бити задовољно туристичким садржајем.

## Циљеви
- израда стратегије развоја туризма,
- повећање броја запослених у области туризма,
- израда туристичког производа и понуде,
- промоција постојеће туристичке понуде.

Туристичка организација града Приједора организатор је манифестације Златне руке Поткозарја.